# Melanin-koncentrirajući hormonski receptor 1
Melanin-koncentrirajući hormonski receptor 1, takođe poznat kao , je jedan od ljudskih melanin-koncentrirajućih hormonskih receptora.
Protein kodiran ovim genom je član G protein-spregnuti receptor familije 1. On je integralni protein membrane plazme koji vezuje melanin-koncentrirajući hormon. Ovaj receptor može da inhibira  akumulaciju, i da stimuliše intracelularni kalcijum fluks. Smatra se da on učestvuje u neuronalnoj regulaciju konzumacije hrane. Mada je strukturno sličan sa somatostatin receptorima, ovaj protein ne vezuje somatostatin.

## Funkcija
1 ima brojne funkcije, u koje se ubrajaju regulacija apetita, kao i posredovanje stresa, strepnje i depresije.

## Selektivni Ligandi

### Agonisti
- Melanin koncentrirajući hormone (MCH)
- -36057 - modifikovani MCH 6-13 fragment zamenjen sa 3-jodotirozinom na N-terminusu putem dioksioktanoil linkera. Koristi se kao 125 radioligand za MCH1 mapiranje in vivo.[10][11]

### Antagonisti
- [12]
- [13]
- [14]
- [15]
- [16]

## Literatura
1. 1 2  „Entrez Gene: MCHR1 melanin-concentrating hormone receptor 1”.
2. ↑  Luthin DR (2007). „Anti-obesity effects of small molecule melanin-concentrating hormone receptor 1 (MCHR1) antagonists”. Life Sciences. 81 (6): 423—40. PMID 17655875. doi:10.1016/j.lfs.2007.05.029.
3. ↑  Rivera G, Bocanegra-García V, Galiano S, Cirauqui N, Ceras J, Pérez S, Aldana I, Monge A (2008). „Melanin-concentrating hormone receptor 1 antagonists: a new perspective for the pharmacologic treatment of obesity”. Current Medicinal Chemistry. 15 (10): 1025—43. PMID 18393860. doi:10.2174/092986708784049621.
4. ↑  Hervieu G (2003). „Melanin-concentrating hormone functions in the nervous system: food intake and stress”. Expert Opinion on Therapeutic Targets. 7 (4): 495—511. PMID 12885269. doi:10.1517/14728222.7.4.495.
5. ↑  Shimazaki T, Yoshimizu T, Chaki S (2006). „Melanin-concentrating hormone MCH1 receptor antagonists: a potential new approach to the treatment of depression and anxiety disorders”. CNS Drugs. 20 (10): 801—11. PMID 16999451.
6. ↑  Hervieu GJ (2006). „Further insights into the neurobiology of melanin-concentrating hormone in energy and mood balances”. Expert Opinion on Therapeutic Targets. 10 (2): 211—29. PMID 16548771. doi:10.1517/14728222.10.2.211.
7. ↑  Smith DG, Davis RJ, Rorick-Kehn L, Morin M, Witkin JM, McKinzie DL, Nomikos GG, Gehlert DR (2006). „Melanin-concentrating hormone-1 receptor modulates neuroendocrine, behavioral, and corticolimbic neurochemical stress responses in mice”. Neuropsychopharmacology : Official Publication of the American College of Neuropsychopharmacology. 31 (6): 1135—45. PMID 16205780. doi:10.1038/sj.npp.1300913.
8. ↑  Roy M, David N, Cueva M, Giorgetti M (2007). „A study of the involvement of melanin-concentrating hormone receptor 1 (MCHR1) in murine models of depression”. Biological Psychiatry. 61 (2): 174—80. PMID 16934771. doi:10.1016/j.biopsych.2006.03.076.
9. ↑  Saito Y, Nagasaki H (2008). „The melanin-concentrating hormone system and its physiological functions”. Results and Problems in Cell Differentiation. 46: 159—79. PMID 18227983. doi:10.1007/400_2007_052.
10. ↑  Audinot V, Lahaye C, Suply T, Beauverger P, Rodriguez M, Galizzi JP, Fauchère JL, Boutin JA (2001). „[125I]-S36057: a new and highly potent radioligand for the melanin-concentrating hormone receptor”. British Journal of Pharmacology. 133 (3): 371—8. PMC 1572795 . PMID 11375253. doi:10.1038/sj.bjp.0704085.
11. ↑  Able SL, Ivarsson M, Fish RL, Clarke TL, McCourt C, Duckworth JM, Napier C, Katugampola SD (2009). „Localisation of melanin-concentrating hormone receptor 1 in rat brain and evidence that sleep parameters are not altered despite high central receptor occupancy”. European Journal of Pharmacology. 616 (1-3): 101—6. PMID 19540226. doi:10.1016/j.ejphar.2009.06.009.
12. ↑  Chaki S, Yamaguchi J, Yamada H, Thomsen W, Tran TA, Semple G, Sekiguchi Y (2005). „ATC0175: an orally active melanin-concentrating hormone receptor 1 antagonist for the potential treatment of depression and anxiety”. CNS Drug Reviews. 11 (4): 341—52. PMID 16614734.
13. ↑  Gehlert DR, Rasmussen K, Shaw J, Li X, Ardayfio P, Craft L, Coskun T, Zhang HY, Chen Y, Witkin JM (2009). „Preclinical evaluation of melanin-concentrating hormone receptor 1 antagonism for the treatment of obesity and depression”. The Journal of Pharmacology and Experimental Therapeutics. 329 (2): 429—38. PMID 19182070. doi:10.1124/jpet.108.143362.
14. ↑  Doggrell SA (2003). „Does the melanin-concentrating hormone antagonist SNAP-7941 deserve 3As?”. Expert Opinion on Investigational Drugs. 12 (6): 1035—8. PMID 12783607. doi:10.1517/13543784.12.6.1035.
15. ↑  {{cite journal |vauthors=David DJ, Klemenhagen KC, Holick KA, Saxe MD, Mendez I, Santarelli L, Craig DA, Zhong H, Swanson CJ, Hegde LG, Ping XI, Dong D, Marzabadi MR, Gerald CP, Hen R |title=Efficacy of the MCHR1 antagonist N-[3-(1-{[4-(3,4-difluorophenoxy)phenyl]methyl}(4-piperidyl))-4-methylphenyl]-2-methylpropanamide (SNAP 94847) in mouse models of anxiety and depression following acute and chronic administration is independent of hippocampal neurogenesis |journal=The Journal of Pharmacology and Experimental Therapeutics |volume=321 |issue=1 |pages=237–48 |year=2007 |pmid=17237257 |doi=10.1124/jpet.106.109678 |url=}}
16. ↑  Takekawa S, Asami A, Ishihara Y, Terauchi J, Kato K, Shimomura Y, Mori M, Murakoshi H, Kato K, Suzuki N, Nishimura O, Fujino M (2002). „T-226296: a novel, orally active and selective melanin-concentrating hormone receptor antagonist”. European Journal of Pharmacology. 438 (3): 129—35. PMID 11909603. doi:10.1016/S0014-2999(02)01314-6.

## Dodatna literatura
- Kolakowski LF; Jung BP; Nguyen T;  . (1997). „Characterization of a human gene related to genes encoding somatostatin receptors.”. FEBS Lett. 398 (2-3): 253—8. PMID 8977118. doi:10.1016/S0014-5793(96)01160-X.
- Chambers J; Ames RS; Bergsma D;  . (1999). „Melanin-concentrating hormone is the cognate ligand for the orphan G-protein-coupled receptor SLC-1.”. Nature. 400 (6741): 261—5. PMID 10421367. doi:10.1038/22313.
- Saito Y; Nothacker HP; Wang Z;  . (1999). „Molecular characterization of the melanin-concentrating-hormone receptor.”. Nature. 400 (6741): 265—9. PMID 10421368. doi:10.1038/22321.
- Shimomura Y; Mori M; Sugo T;  . (1999). „Isolation and identification of melanin-concentrating hormone as the endogenous ligand of the SLC-1 receptor.”. Biochem. Biophys. Res. Commun. 261 (3): 622—6. PMID 10441476. doi:10.1006/bbrc.1999.1104.
- Dunham I; Shimizu N; Roe BA;  . (1999). „The DNA sequence of human chromosome 22.”. Nature. 402 (6761): 489—95. PMID 10591208. doi:10.1038/990031.
- Macdonald D; Murgolo N; Zhang R;  . (2000). „Molecular characterization of the melanin-concentrating hormone/receptor complex: identification of critical residues involved in binding and activation.”. Mol. Pharmacol. 58 (1): 217—25. PMID 10860944.
- An S; Cutler G; Zhao JJ;  . (2001). „Identification and characterization of a melanin-concentrating hormone receptor.”. Proc. Natl. Acad. Sci. U.S.A. 98 (13): 7576—81. PMC 34710 . PMID 11416225. doi:10.1073/pnas.131200698.
- Bednarek MA; Feighner SD; Hreniuk DL;  . (2001). „Short segment of human melanin-concentrating hormone that is sufficient for full activation of human melanin-concentrating hormone receptors 1 and 2.”. Biochemistry. 40 (31): 9379—86. PMID 11478907. doi:10.1021/bi010867p.
- Bednarek MA; Tan C; Hreniuk DL;  . (2002). „Synthesis and biological evaluation in vitro of a selective, high potency peptide agonist of human melanin-concentrating hormone action at human melanin-concentrating hormone receptor 1.”. J. Biol. Chem. 277 (16): 13821—6. PMID 11839762. doi:10.1074/jbc.M200563200.
- Audinot V; Lahaye C; Suply T;  . (2002). „SVK14 cells express an MCH binding site different from the MCH1 or MCH2 receptor.”. Biochem. Biophys. Res. Commun. 295 (4): 841—8. PMID 12127971. doi:10.1016/S0006-291X(02)00763-5.
- Hoogduijn MJ; Ancans J; Suzuki I;  . (2002). „Melanin-concentrating hormone and its receptor are expressed and functional in human skin.”. Biochem. Biophys. Res. Commun. 296 (3): 698—701. PMID 12176038. doi:10.1016/S0006-291X(02)00932-4.
- Bächner D, Kreienkamp HJ, Richter D (2002). „MIZIP, a highly conserved, vertebrate specific melanin-concentrating hormone receptor 1 interacting zinc-finger protein.”. FEBS Lett. 526 (1-3): 124—8. PMID 12208518. doi:10.1016/S0014-5793(02)03115-0.
- Verlaet M; Adamantidis A; Coumans B;  . (2002). „Human immune cells express ppMCH mRNA and functional MCHR1 receptor.”. FEBS Lett. 527 (1-3): 205—10. PMID 12220661. doi:10.1016/S0014-5793(02)03232-5.
- Strausberg RL; Feingold EA; Grouse LH;  . (2003). „Generation and initial analysis of more than 15,000 full-length human and mouse cDNA sequences.”. Proc. Natl. Acad. Sci. U.S.A. 99 (26): 16899—903. PMC 139241 . PMID 12477932. doi:10.1073/pnas.242603899.
- Logan DW; Bryson-Richardson RJ; Pagán KE;  . (2003). „The structure and evolution of the melanocortin and MCH receptors in fish and mammals.”. Genomics. 81 (2): 184—91. PMID 12620396. doi:10.1016/S0888-7543(02)00037-X.
- Pissios P, Trombly DJ, Tzameli I, Maratos-Flier E (2003). „Melanin-concentrating hormone receptor 1 activates extracellular signal-regulated kinase and synergizes with G(s)-coupled pathways.”. Endocrinology. 144 (8): 3514—23. PMID 12865333. doi:10.1210/en.2002-0004.
- Gottumukkala RV; Waterman EA; Herd LM;  . (2003). „Autoantibodies in vitiligo patients recognize multiple domains of the melanin-concentrating hormone receptor.”. J. Invest. Dermatol. 121 (4): 765—70. PMID 14632194. doi:10.1046/j.1523-1747.2003.12494.x.
- Gibson WT; Pissios P; Trombly DJ;  . (2004). „Melanin-concentrating hormone receptor mutations and human obesity: functional analysis.”. Obes. Res. 12 (5): 743—9. PMID 15166293. doi:10.1038/oby.2004.89.
- Hawes BE; Green B; O'Neill K;  . (2004). „Identification and characterization of single-nucleotide polymorphisms in MCH-R1 and MCH-R2.”. Obes. Res. 12 (8): 1327—34. PMID 15340116. doi:10.1038/oby.2004.167.
- Collins JE; Wright CL; Edwards CA;  . (2005). „A genome annotation-driven approach to cloning the human ORFeome.”. Genome Biol. 5 (10): R84. PMC 545604 . PMID 15461802. doi:10.1186/gb-2004-5-10-r84.
- „Melanin-Concentrating Hormone Receptors: MCH1”. IUPHAR Database of Receptors and Ion Channels. International Union of Basic and Clinical Pharmacology.